# 362. Infanterie-Division (Wehrmacht)
Die 362. Infanterie-Division war ein militärischer Großverband der Wehrmacht.

## Geschichte

### Aufstellung
Die Division wurde am 15. November 1943 im besetzten Italien in der Romagna im Raum Rimini – Ravenna – Forlì aus Teilen der in Russland aufgelösten von Generalleutnant Heinrich Greiner geführten 268. sowie aus der ebenfalls aufgelösten 52. Infanterie-Division und in kleineren Umfang aus Teilen der 44., 76. und 305. Infanterie-Division aufgestellt. 

### Adriatisches Küstenland
Unter dem Kommando von Greiner war sie zunächst der 14. Armee in der Heeresgruppe C unterstellt und zum Küstenschutz an der oberen Adriaküste eingesetzt. Im Dezember lag sie bei Cervia und Milano Marittima und führte den Bau von Verteidigungsstellungen an der Küste durch.

### Anzio
Nach der Landung der Alliierten bei Anzio im Januar 1944 wurde die Division in aller Eile in den Raum Anzio-Nettuno verlegt. Während des alliierten Ausbruchs aus dem Anzio-Brückenkopf Ende Mai 1944 stand die Division im Raum Cisterna. 

### Albaner Berge
Anschließend wurde sie mit den übrigen deutschen Verbänden in Richtung Albaner Berge zurückgedrängt und kämpfte in Velletri, am Monte Cavo und Rocca di Papa.
Auf ihrem weiteren Rückzug Richtung Norden zog sie südöstlich an Rom vorbei. 

### Auffrischung
Aus der Front zurückgezogen hielt sich die Division im Juni/Juli 1944 zur Auffrischung in der Toskana auf. 

### Eingliederung von Teilen der 92. ID
Aufgrund der vorherigen verlustreichen Kämpfe wurden die Reste der Grenadier Regimenter 954 und 955 aufgelöst und durch die Grenadier Regimenter 1059 und 1060 der aufgelösten 92. Infanterie-Division ersetzt. Im August wurde sie an die am Arno errichtete Verteidigungslinie verlegt und kämpfte dort bei Florenz. 

### Goten-Stellung
Im September zog sie sich in Richtung Futapass auf die Gotenstellung in den Apennin zurück. Ende Oktober lag die Division zwischen Futapass und Bologna und war in heftige Abwehrkämpfe bei Zena verwickelt, konnte aber alle weiteren Angriffe der 34. und 91. US-Infanteriedivision im Zenatal abwehren, bis die Kampfhandlungen aufgrund des einbrechenden Winters zum Erliegen kamen.
Aus der Front genommen, stand die Division 1945 erneut in der Romagna und war in Abwehrkämpfe verwickelt. Im April begann der langsame Rückzug Richtung Norden. 

### Kapitulation
Die Division kapitulierte am 2. Mai 1945 in Ponte nelle Alpi gegenüber Westalliierten Truppen und ging in Kriegsgefangenschaft.

## Kriegsverbrechen
Angehörige verschiedener Einheiten der Division waren vom Juni bis Oktober 1944 bei Partisanenbekämpfungsaktionen in mehrere Kriegsverbrechen in der Toskana und der Emilia-Romagna verwickelt. Darunter das Grenadier-Regiment 1059 an der Partisanenbekämpfungsaktion am Monte Sole bei Bologna zwischen dem 29. September und 5. Oktober 1944, besser bekannt als Massaker von Marzabotto. Das aus russischen Freiwilligen bestehende IV. Bataillon des Grenadier-Regiments 1059 war dabei am Angriff auf den Ortsteil Quercia der Gemeinde Marzabotto am 29. September 1944 beteiligt, bei dem 17 Zivilisten darunter Frauen und Kinder getötet wurden.
Insgesamt wurden laut dem von der Deutschen Bundesregierung finanzierten und von einer Historikerkommission geleiteten Projekts Atlante degli Stragi Naziste e Fasciste in Italia (dt. Atlas der nazistischen und faschistischen Massaker in Italien) etwa 70 Personen durch Angehörige der 362. Infanterie-Division getötet.

## Gliederung
| 1943                                | 1944                                                              |
| ----------------------------------- | ----------------------------------------------------------------- |
| Grenadier-Regiment 954              | --                                                                |
| Grenadier-Regiment 955              | --                                                                |
| Grenadier-Regiment 956              | Grenadier-Regiment 956                                            |
| --                                  | Grenadier-Regiment 1059 (aus der aufgelösten 92. ID übernommen)   |
| --                                  | Grenadier-Regiment 1060 (aus der aufgelösten 92. ID übernommen)   |
| Divisions-Füsilier-Bataillon 362    |                                                                   |
| Artillerie-Regiment 362             |                                                                   |
| --                                  | Panzerjäger-Abteilung 362 (aus der aufgelösten 92. ID übernommen) |
| Pionier-Bataillon 362               |                                                                   |
| Divisions-Nachrichten-Abteilung 362 |                                                                   |
| Divisions-Nachschubführer 362       |                                                                   |

## Kommandeure
| Damaliger Rang  | Name             | Zeitraum                                |
| --------------- | ---------------- | --------------------------------------- |
| Generalleutnant | Heinrich Greiner | 11. November 1943 bis 31. Dezember 1944 |
| Generalmajor    | Max Reinwald     | 1. Januar 1945 bis Februar 1945         |
| Generalmajor    | Alois Weber      | Februar 1945 bis 17. April 1945         |
| Generalmajor    | Max Reinwald     | 17. April 1945 bis Auflösung            |